# Phare de Punta de Arinaga
Le phare de Punta de Arinaga est un phare situé sur le promontoire rocheux du nom de Punta Arinaga, près de la ville d'Agüimes, sur l'île de la Grande Canarie, dans les Îles Canaries (Espagne). Situé sur le côté sud-est de l'île, le phare marque le littoral entre le phare de Maspalomas au sud et le phare de Punta de Melenara près de Telde vers le nord.
Il est géré par l'autorité portuaire de Las Palmas de Gran Canaria (Autoridad Portuaria de Las Palmas).

## Histoire
Le premier phare a été achevé en 1897, dans le cadre du premier plan de feu maritime pour les îles Canaries. Construit dans un style similaire aux autres phares canariens du 19e siècle, il se compose d'un bâtiment blanc d'un seul étage, avec de la roche volcanique sombre utilisée pour la décoration. La lumière a été montrée dans la lanterne au sommet d'une tour de maçonnerie de six mètres de haut, attenante au côté de la mer de la maison du gardien, surplombant l'océan Atlantique. Il est resté en service jusqu'à ce qu'il soit remplacé dans les années 1960, par une nouvelle tour plus grande, qui était reliée à un côté de la station d'origine. Cette seconde tour a été enlevée lors de la récente rénovation du bâtiment original.
Le troisième phare, qui a également été construit à proximité, est entré en service en 1984. C'est une tour cylindrique de 14 m de hauteur, qui supporte les galeries jumelles et la lanterne à dôme gris. La tour est blanche avec trois bandes rouges. Il émet une lumière rouge et blanche, en fonction de la direction, à une hauteur focale de 47 m au-dessus du niveau de la mer. La lumière blanche peut être vue jusqu'à 12 milles nautiques (22 km) et le rouge jusqu'à neuf milles nautique (16.5 km). Sa caractéristique lumineuse est composée de trois flashs toutes les dix secondes.
Le phare n'est pas connecté au réseau électrique, mais il est alimenté par six panneaux solaires chargeant un ensemble de batteries.

## Rénovation
L'ancien bâtiment du phare a été remis au conseil local d'Agüimes, qui a effectué une restauration complète et qui a abouti à une cérémonie d'ouverture organisée par le maire local en mars 2011. La rénovation du logement du gardien a été effectué pour reconvertir le bâtiment en restaurant. Au cours d'une période de quatre ans, le conseil a annoncé trois offres différentes pour exploiter et gérer une entreprise de restauration sur le site, la dernière à la fin de 2014, mais il n'y eut pas de soumissionnaire retenu jusqu'en 2016.
Le Restaurant Faro de Arinaga a ouvert ses portes en août 2016 avec une concession pde fonctionnement de quinze ans. En mettant l'accent sur la cuisine canarienne et méditerranéenne, le restaurant peut accueillir 120 couverts dans le bâtiment rénové et 80 sur la terrasse extérieure.
Identifiant : ARLHS : CAI-024 ; ES-12510 - Amirauté : D2808 - NGA : 113-24008 .
|                       |
| Le phare vu de la mer |

|          |
| Le phare |

### Lien connexe
- Liste des phares des îles Canaries